# 伊達中継局
伊達中継局（だてちゅうけいきょく）は、北海道伊達市に置かれている室蘭まちづくり放送（愛称：FMびゅー）の中継局である。正式な局名は館山中継局。

## 概要
- 本来、伊達市はFMびゅーの放送対象地域外[2]であるが、実際には電波が届いているため、当中継局はこれまで室蘭送信所からの電波受信に困難をきたす伊達市内をカバーする目的で開局した。

## 送信施設概要
| 周波数 （MHz） | 放送局名                          | 空中線電力 | ERP | 放送対象地域 | 放送区域内世帯数 |
| -------------- | --------------------------------- | ---------- | --- | ------------ | ---------------- |
| 84.2           | 室蘭まちづくり放送 愛称｢FMびゅー｣ | 20W        | 32W | 伊達市       | 不明             |

### 歴史
- 2012年（平成24年）
  - 7月中 - 試験放送開始
  - 8月2日 - 本免許交付
  - 8月3日 - 本放送開始
  - 9月25日 - 落雷により6時24分から9時31分まで送信が停止する事故が発生した。